# آرتمیس ۵
آرتمیس ۵ پنجمین مأموریت برنامه‌ریزی شده و دومین فرود خدمه برنامه فضایی آرتمیس ناسا است. این مأموریت چهار فضانورد را با یک موشک سیستم پرتاب فضایی و یک اوریون به قطب جنوب ماه خواهد فرستاد. علاوه بر این، آرتمیس ۵ همچنین دو عنصر جدید را به ایستگاه فضایی دروازه ماه تحویل خواهد داد.

## فضاپیما

### سیستم پرتاب فضایی
سیستم پرتاب فضایی یک پرتابگر فوق سنگین است که برای پرتاب فضاپیمای اوریون از زمین به مدار فرا ماه استفاده می‌شود.

### اوریون
اوریون وسیله نقلیه حمل و نقل خدمه است که در تمام ماموریت‌های آرتمیس استفاده می‌شود. خدمه را از زمین به مدار دروازه منتقل می‌کند و آنها را به زمین بازمی‌گرداند.